# Mike Pence
Michael Richard „Mike” Pence (Columbus, Indiana, 7. lipnja 1959.), američki republikanski političar i 48. potpredsjednik SAD-a u mandatu koji je trajao od 2017. do 2021. godine. 
Prije potpredsjedništva služio je kao guverner savezne države Indiana, a prije toga zastupao državu Indiana u Predstavničkom domu Kongresa. Od 2008. godine bio je predsjednik Republikanske konferencije, odnosno trećerangirani republikanac u tom tijelu. 
Iako je na guvernerskim izborima 2016. godine imao pravo na ponovni izbor u novi četvorogodišnji mandat, na poziv republikanskog predsjedničkog kandidata Donalda Trumpa, Pence je u srpnju 2016. godine prihvatio da bude kandidat za potpredsjednika SAD na predsjedničkim izborima 2016. godine. Na mjestu republikanskog kandidata za mjesto guvernera Indiane na izborima 2016. godine zamijenio ga je Eric Holcomb, 51. potpredsjednik Indiane. Na predsjedničkim izborima 2016. godine Pence je uz Trumpa pobijedio kao potpredsjednički kandidat, a inauguracija predsjednika i potpredsjednika tradicionalno je održana 20. siječnja 2017. godine.
Pence sebe opisuje kao »kršćanina, konzervativca i republikanca«. Pripada desnom, konzervativnom krilu stranke. Prije političke karijere radio je kao radijski voditelj te je ostao blizak s nekadašnjim, kasnije utjecajnim kolegama (Rush Limbaugh, Glenn Beck).

## Vanjske poveznice

### Mrežna mjesta
- U.S. Congressman Mike Pence  Arhivirana inačica izvorne stranice od 8. prosinca 2012. (Wayback Machine) official U.S. House site
- Mike Pence for Congress  Arhivirana inačica izvorne stranice od 26. listopada 2012. (Wayback Machine) official campaign site

### Ostali projekti
|  | Zajednički poslužitelj ima stranicu o temi Mike Pence |